# Instituut voor Midden- en Kleinbedrijf
Het Instituut Midden- en Kleinbedrijf (IMK) is een bundel van Nederlandse besloten vennootschappen met het hoofdkantoor in de Utrechtse plaats Woudenberg. Het biedt begeleiding aan ondernemers in alle fasen van het ondernemerschap, bijvoorbeeld bij financiële problemen of bij de uitbreiding van een bedrijf. 
Naast Woudenberg heeft het instituut vestigingen in Amsterdam, Sittard, Eindhoven en Breda. Daarnaast zijn er adviespunten en zo'n zeventig lokale adviseurs verspreid over Nederland. 
Het Instituut Midden- en Kleinbedrijf is van oorsprong een overheidsinstelling, maar werd in 1998 geprivatiseerd. Om ondernemers met problemen te helpen, werkt het IMK vaak samen met gemeenten. De afdeling Sociale zaken wordt geadviseerd over de uitvoering van de Participatiewet en andere ondernemersregelingen. Dit kan leiden tot een levensvatbaarheidsonderzoek van een bedrijf. Doel is ondernemers zo goed mogelijk ondersteunen bij het verkrijgen van een regeling, en wanneer een toekomst voor een bedrijf niet meer mogelijk is: helpen om het bedrijf zo goed mogelijk te beëindigen of een doorstart te maken. Ondernemers worden daarbij begeleid door een lokale adviseur van het instituut. 
Na de privatisering kwam er meer aandacht voor ondernemers die geen beroep kunnen doen op een ondernemersregeling of willen groeien. Het IMK ging aan business coaching doen om de groei van bedrijven in goede banen te helpen leiden. Daarnaast biedt het zich aan als onafhankelijke derde partij bij verkoop of overname van een onderneming. Ook kunnen ondernemers bij het IMK terecht voor een sparringpartner, dit is een deskundige persoon waarmee het wel en wee van een onderneming besproken kan worden. In Woudenberg is een werk- en ontmoetingsplek voor ondernemers ingericht.
Het instituut heeft ook een stichting voor hulp aan ondernemers in nood opgezet. 